# Myoxocephalus tuberculatus
Myoxocephalus tuberculatus — вид скорпеноподібних риб родини Бабцеві (Cottidae).

## Поширення
Вид поширений лише в Охотському морі. Це донна рибка, ховається серед мулу та піску, де чатує на здобич.